# 2ES4K型电力机车
2ES4K型“顿河种马”电力机车（俄語：2ЭС4К «Дончак»）是俄罗斯铁路和乌克兰铁路的新型干线电力机车车型之一，适用于供电制式为3000伏直流电的电气化铁路，由俄罗斯运输机械控股集团旗下的诺沃切尔卡斯克电力机车厂设计制造。
俄罗斯铁路股份公司成立后，为满足营运需要、实现牵引动力的更新换代，开始实施设计和研制新型机车的计划。2006年，诺沃切尔卡斯克电力机车厂在2ES5K型交流电力机车基础上，开发研制了2ES4K型直流电力机车，并冠名为“顿河种马”，计划用于逐步取代前苏联时代制造的VL10、VL11型电力机车，作为俄罗斯直流电气化铁路的主要货运牵引动力。2ES4K型机车为双节八轴固定重联的干线货运电力机车，其车体、转向架等机械结构和部分电路系统均与2ES5K型机车相同，采用直流牵引电动机，机车小时功率为6,400千瓦，最高运行速度为120公里/小时，电制动采用再生制动和附加的电阻制动。
2012年1月，俄罗斯运输机械控股集团与乌克兰铁路运输总局签订了300台电力机车供货合同，其中包括230台2ES4K型电力机车和70台2ES5K型电力机车，合同金额超过10亿美元，40%的机车组件将在乌克兰生产。

## 参看
- 2ES5K型电力机车
- VL11型电力机车